# Reserva Florestal de Caçador
A Reserva Florestal EMBRAPA/EPAGRI de Caçador situa-se em uma área de 1 157,48 ha no município catarinense homônimo. Localizada entre as coordenadas geográficas 50° 59' e 50° 53' de longitude Oeste de Greenwich e de 26° 49' e 26° 53' de latitude Sul, a Reserva tem altitude variando entre 900 e 1.104 metros. De fácil acesso, a reserva fica a cerca de 4 quilômetros distance da sede do município.

## Histórico
Esta área foi declarada de utilização pública através do Decreto N.° 25.407, de 30 de agosto de 1948, e pertence formalmente à Empresa Brasileira de Pesquisa Agropecuária (EMBRAPA), estando em contrato de comodato junto à Empresa de Pesquisa Agropecuária e Extensão Rural de Santa Catarina (EPAGRI).
Em 1994 foi elaborado o primeiro plano diretor do então Parque Florestal do Contestado. Porém, o plano original não foi implementado. Em 1997 um plano diretor atualizado foi apresentado e a área passou a ser denominada Reserva Florestal EMBRAPA/EPAGRI de Caçador. Porém, a reserva ainda é muitas vezes referenciada erroneamente como Parque Florestal do Contestado.

## Flora
O histórico de exploração da área foi o de corte seletivo há cerca de 80 anos, sendo hoje considerada como mata secundária em avançado estado de sucessão/mata primária. A Reserva Florestal Embrapa/Epagri de Caçador é um dos maiores remanescentes contínuos de floresta ombrófila mista nos planaltos elevados do Rio Uruguai no Alto Vale do Rio do Peixe, sendo abrigo da Reserva Genética Florestal de Caçador.
O uso do solo no entorno da reserva é predominantemente destinado a reflorestamentos, com plantações de pinus elliottii ocupando 29,53% do perímetro ao sul e 30,68% ao norte. Aproximadamente 44,21% do perímetro sul da Reserva está ocupado por plantações de araucárias em estado avançado de desenvolvimento.

### Preservação
Os reflorestamentos no entorno da Reserva podem ser benéficos para a conservação dos fragmentos florestais nativos.
Por um lado, ajudam a garantir o baixo fluxo de pessoas e caçadores circulando livremente pela área, uma vez que as propriedades vizinhas são particulares e possuem, muitas vezes, serviços próprios de vigilância e segurança.
Por outro lado, ajudam a diminuir o risco de incêndios florestais, pois seus proprietários adotam técnicas de manejo que incluem a sua prevenção e combate.

## Atrações
A reserva está repleta de araucárias e imbuias centenárias, formando floresta imponente e encantadora. Nela encontra-se o maior cedro vivo de Santa Catarina, com idade que pode chegar aos 1000 anos, 30 m de altura, 3,6 m de diâmetro e 7,8 m de circunferência.
Outra atração superlativa da reserva é um exemplar de araucária: com 40 m de altura, 7,7 m metros de circunferência e 2,45 m de diâmetro, tem idade estimada variando entre 600 e 900 anos e é considerada a maior araucária do mundo.